# Оньмесь
Оньмесь — деревня в Прилузском районе Республика Коми (Россия). Входит в состав сельского поселения Ношуль.

## История
Деревня названа в честь реки Оньмесь — левого притока реки Луза.

## География
Деревня расположена на левом берегу реки Лузы.

### Климат
Климат умеренно-континентальный. Зима длинная, холодная, а лето короткое. Летом активность циклонов замедляется, а осенью наоборот усиливается, поэтому количество осадков увеличивается. Осень и весна холодные.

## Население
В 2002 году население составляло 286 жителей, большинство населения составляли: коми (47 %), русские (45 %). Население деревни стареет.
| 2010 |
| ---- |
| 126  |

## Инфраструктура и транспорт
В деревне присутствуют:
- Таксофон;
- Отделение почтовой связи почты России по улице Почтовая, дом 4;
- Оньмесьская библиотека-филиал № 23 муниципального учреждения культуры Прилузской межпоселенческой централизованной библиотечной системы[6].

Водоколонок в поселке нет, поэтому население пользуется колодцами.
Продукты и товары доставляются в летнее время раз в неделю по наплавным мостам.. 
Автомобильный транспорт зависит от уровня воды в верховьях реки Луза и времени года. При повышении уровня аппарели на наплавных мостах через реку подымаются и движение транспортных средств прекращается.

## Экономика
Уровень безработицы в деревне один из самых высоких по району.
С 2006 по 2015 годы в деревне занималось лесозаготовкой ООО «Верхолузский лесопункт».